# J Dilla
J Dilla, pseudonimo di James Dewitt Yancey (Detroit, 7 febbraio 1974 – Los Angeles, 10 febbraio 2006), è stato un disc jockey, polistrumentista e rapper statunitense.
È conosciuto anche come J.D., Jay Dee o Dilla Dawg. È considerato tra i più innovativi ed importanti produttori del panorama hip hop, e fonte di ispirazione per tantissimi artisti nel corso degli anni.

## Le origini
Nato a Detroit nel febbraio del 1974 James Yancey era il più vecchio della discendenza, con una sorella (Martha)  e due fratelli, Earl e John che diventò a sua volta un musicista in futuro con il nome Illa J.
La famiglia, originaria di New York City, visse in una casa vicino McDougall e Nevada nella parte orientale di Detroit. Vista la famiglia con grandi propensioni musicali (il padre bassista jazz e la madre cantante d'opera), a soli 2 anni James inizia a collezionare 45 giri e a cantare sui dischi del padre. Crescendo sviluppa una forte passione per la cultura hip hop.
Timido e taciturno, trascorre la sua infanzia cominciando a produrre le sue prime strumentali con un'attrezzatura minimale, centro di tutto un registratore a cassette. A 18 anni incontra Amp Fiddler (un musicista di Detroit) che lo avvicina per la prima volta all'Akai MPC, campionatore che diventerà suo simbolo.
Incomincia così a produrre alcune tracce insieme all'amico ed MC, Phat Kat, formando il gruppo 1st Down, primo gruppo hip-hop di Detroit a firmare un contratto con una major (Payday Records).

## Carriera
Nel 1994 avviene il debutto di Jay Dee, attraverso la produzione del singolo ''Da Enna C - NOW'' da ''Throw Ya Hands In Da Air''.
Nel 1995 Jay Dee collabora con i The Pharcyde, producendo parte di Labcabincalifornia (1995). Produce anche per i A Tribe Called Quest, Busta Rhymes e ancora De La Soul, Proof dei D12 e Keith Murray per citarne alcuni. Produce molti dei singoli e dei dischi con il nome di The Ummah, collettivo di produttori composto da J Dilla, Q-Tip e Ali Shaeed Muhammad (due membri dei A Tribe Called Quest) e occasionalmente anche da Raphael Saadiq e D'Angelo.
Nel 1996 continuano le sue produzioni per gli A Tribe Called Quest, a cui si aggiungono quelle per Keith Murray e Que D. Per il leggendario gruppo newyorkese Dilla produce come parte del collettivo The Ummah il loro quarto album Beats, Rhymes and Life (1996). Nonostante venga considerato uno degli album meno riusciti del gruppo, l'esperienza sarà importantissima per la sua carriera.
Nel 1997 il collettivo produce, tra i tanti lavori, Got 'Til It's Gone di Janet Jackson e completa un remix del brano History di Michael Jackson. Jay Dee, sempre nel 1997, pubblica Fan-Tas-Tic (Vol.1), album degli Slum Village, gruppo formato insieme ai suoi compagni di scuola (T3 e Baatin), disco che diventerà un classico nell'underground di Detroit.
Nel 1998 inizia a produrre anche per il gruppo 5 Elementz, noto anche come 5 Ela, formato da Proof, Thyme e DJ Sicari. Il 1998 sarà l'ultimo anno di permanenza di Jay Dee sotto contratto alla casa discografica Delicious Vinyl, iniziata nel 1995.
Nel 1999 Dilla contribuisce al suono dei The Roots, formando insieme a Questlove, batterista e leader della band, il collettivo musicale Soulquarians. Come collettivo produranno i dischi Vodooo di D'Angelo (2000), Like Water for Chocolate (2000) ed Electric Circus (2002) di Common, Mama's Gun (2000) di Erykah Badu, 1st Born Second (2001) di Bilal, Things Fall Apart (1999) e Phrenology (2002) dei The Roots e altri. Ognuno di questi album porta con sé la caratteristica produttiva di J Dilla che crea suoni unendo strumenti live e campionatori.
Nel 2000 pubblica con T3 e Baatin il disco Fantastic, Vol.2, considerato dalla critica uno tra i migliori album della sua carriera, secondo solo a Donuts.
Nel 2001 esce il primo album personale di J Dilla, Welcome 2 Detroit, che lo vede impegnato sia nella produzione (MPC, Moog, trombone, batteria, percussioni) che al microfono. Seguirà poi Ruff Druft nel 2003. Ed è sempre in questo anno che esce Champion Sound, lavoro frutto della collaborazione con Madlib, produttore di Los Angeles, con il quale forma il duo Jaylib.
Nel 2004 dopo essere stato in tour con Madlib, si sottopone ad alcuni esami medici che confermano una grave forma di lupus. Continua i suoi progetti, che comprendono collaborazioni con Pete Rock (Soul Survivor II), e Slum Village (nel brano "Reunion").
Nel 2005 partecipa all'album di Common Be producendo due tracce (Love Is... e It's Your World). Costretto a continue cure mediche, si dedica al completamento del suo ultimo disco, Donuts, album che compone dal suo letto in ospedale con il supporto di sua madre Maureen Yancey. Donuts uscirà il 7 febbraio 2006, giorno del suo trentaduesimo compleanno. 
James morirà d'infarto tre giorni dopo nella sua casa a Los Angeles dove si era trasferito con la madre a causa del peggiorarsi delle sue condizioni di salute.
Nel 2012 Jeff Bubeck, un collezionista di vinili, acquista all'asta un lotto abbandonato. Al suo interno Jeff ritrova centinaia di vinili e una cassa piena di musicassette che, in seguito, scoprirà appartenente a James Yancey. Il collezionista dopo alcune settimane dona tutto il lotto alla madre di J Dilla, Maureen Yancey, visti gli enormi debiti di quest'ultima dovuti alle cure del figlio. I vinili appartenenti alla collezione di J Dilla saranno poi messi in vendita.

## Strumentazione
James inizia a produrre all'età di 16 anni, con un semplice registratore di cassette. In seguito Amp Fiddler introduce il giovane ai campionatori. Il primo sampler di Jay Dee è un MPC 3000. In seguito Jay Dee passa all'SP 1200 con cui produce le tracce dedicate all'album dei Pharcyde Lacabinbincalifornia  oltre che a demo che saranno ufficialmente pubblicate nel 2015 nei 4 ''Batches'' appartenenti al The King of Beats Boxset e a diverse produzioni avvenute tra il 1995 e il 1998. A cavallo tra il 1999 e il 2000 James ritorna ad utilizzare l'MPC 3000. Quest'ultimo resterà il principale strumento di produzione del beatmaker fino alla morte, avvenuta nel 2006 a causa di un arresto cardiaco. Altri strumenti secondari di produzione usati da J Dilla sono batteria e Moog.
Una delle caratteristiche peculiari della produzione di J Dilla era di disabilitare la funzione di quantizzazione, che reimposta le note musicali sul giusto tempo. Questo creava dei beat più realistici, con imprecisioni e perfomance fuori tempo, che diventarono un trademark della sua produzione.

## Famiglia
La famiglia di J Dilla proviene da New York, città alla quale si è sentito molto legato culturalmente e musicalmente. La famiglia è formata dai genitori Dewitt e Maureen Yancey, dalla sorella Martha e dai fratelli Earl e John. James, a sua volta, ha due figlie, Ja'Mya Yancey e Paige Yancey senza però essersi mai sposato.

## Discografia

### Album in studio
- 2001 - Welcome 2 Detroit
- 2003 - Champion Sound (con Madlib come Jaylib)
- 2006 - Donuts

Postumi
- 2006 - The Shining
- 2007 - Jay Love Japan
- 2009 - Jay Stay Paid
- 2012 - Rebirth of Detroit
- 2013 - 48 Hours Instrumentals (con Frank n Dank)
- 2016 - The Diary
- 2017 - Motor City

### EP
- 2002 - Vol. 1: Unreleased
- 2003 - Vol. 2: Vintage
- 2003 - Ruff Draft

Postumi
- 2006 - Donuts EP: J. Rocc's Picks
- 2010 - Donut Shop
- 2012 - Dillatroit
- 2013 - The Lost Scrolls, Vol. 1
- 2013 - Diamonds & Ice
- 2014 - Give Them What They Want

### Raccolte
- 2007 - Jay Deelicious: The Delicious Vinyl Years
- 2009 - Dillanthology 1: Dilla's Productions for Various Artists
- 2009 - Dillanthology 2: Dilla's Remixes for Various Artists
- 2009 - Dillanthology 3: Dilla's Productions
- 2013 - Lost Tapes, Reels + More
- 2015 - Jay Dee a.k.a. J Dilla 'The King of Beats' (Box Set)
- 2015 - Dillatronic
- 2016 - Jay Dee a.k.a. J Dilla 'The King of Beats', Vol. 2: Lost Scrolls
- 2016 - Jay Dee's Ma Dukes Collection
- 2017 - J Dilla's Delights, Vol. 1
- 2017 - J Dilla's Delights, Vol. 2

### Mixtape
- 2016 - Back to the Crib